# Sarah Miriam Peale
Pour les articles homonymes, voir Peale.
Sarah Miriam Peale, née le 19 mai 1800 à Philadelphie et morte le 4 février 1885 dans la même ville, est une peintre américaine de portraits et de nature morte.

## Biographie
Née le 19 mai 1800 à Philadelphie, Sarah Peale est la plus jeune fille de James Peale (dit l'ancien). Son père et son oncle, Charles Willson Peale, lui apprennent la peinture. Son cousin Rembrandt Peale joue également un rôle important dans le développement de son style et son choix de sujet.
Elle est morte le 4 février 1885 dans sa ville natale.

## Œuvres

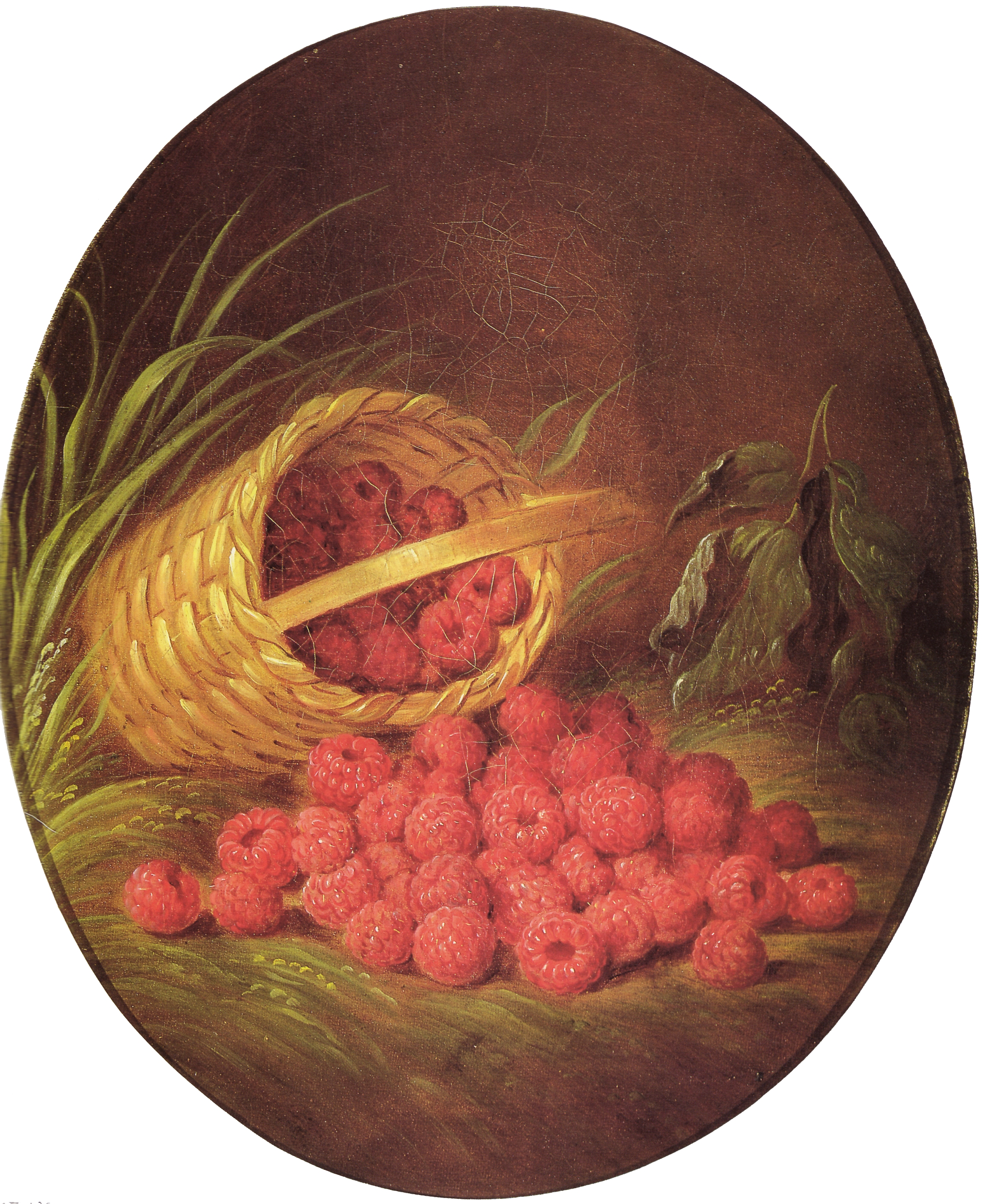
Panier de framboises.
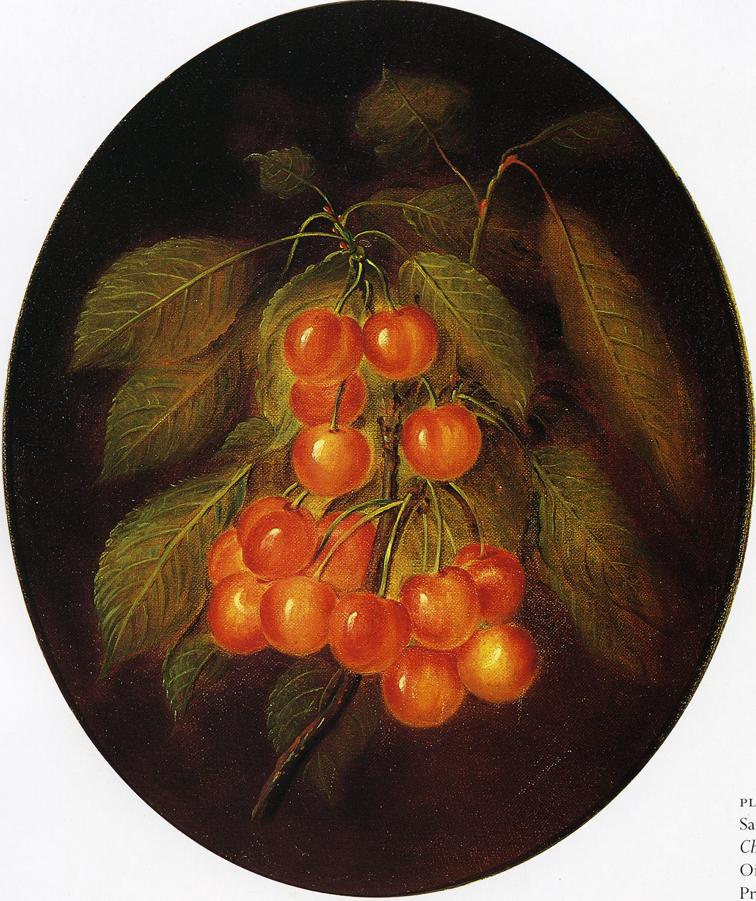
Cerises, vers 1860.
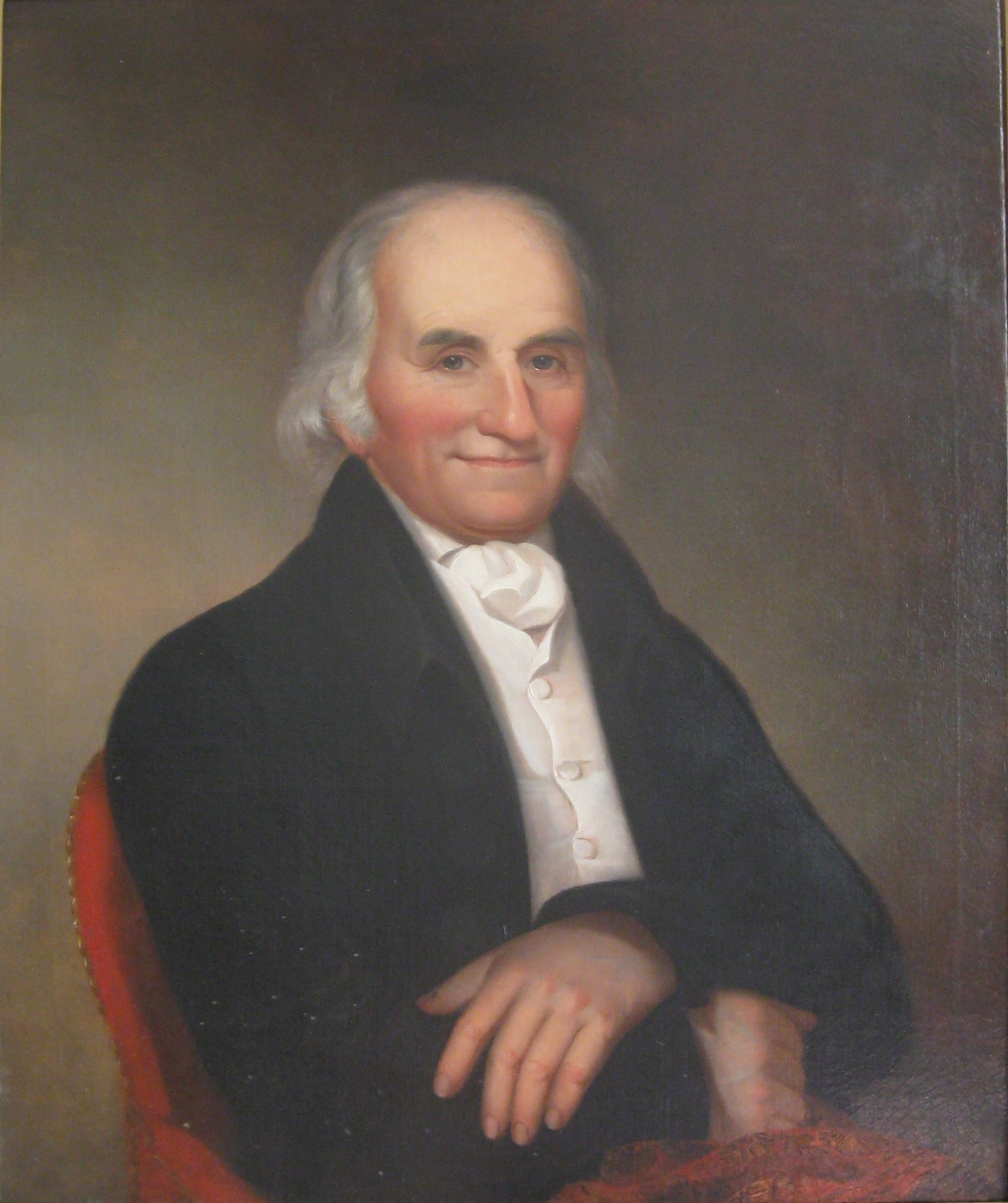
Portrait de Elijah Bosley (1740-1841), huile sur toile 73 × 62 cm, vers 1825.
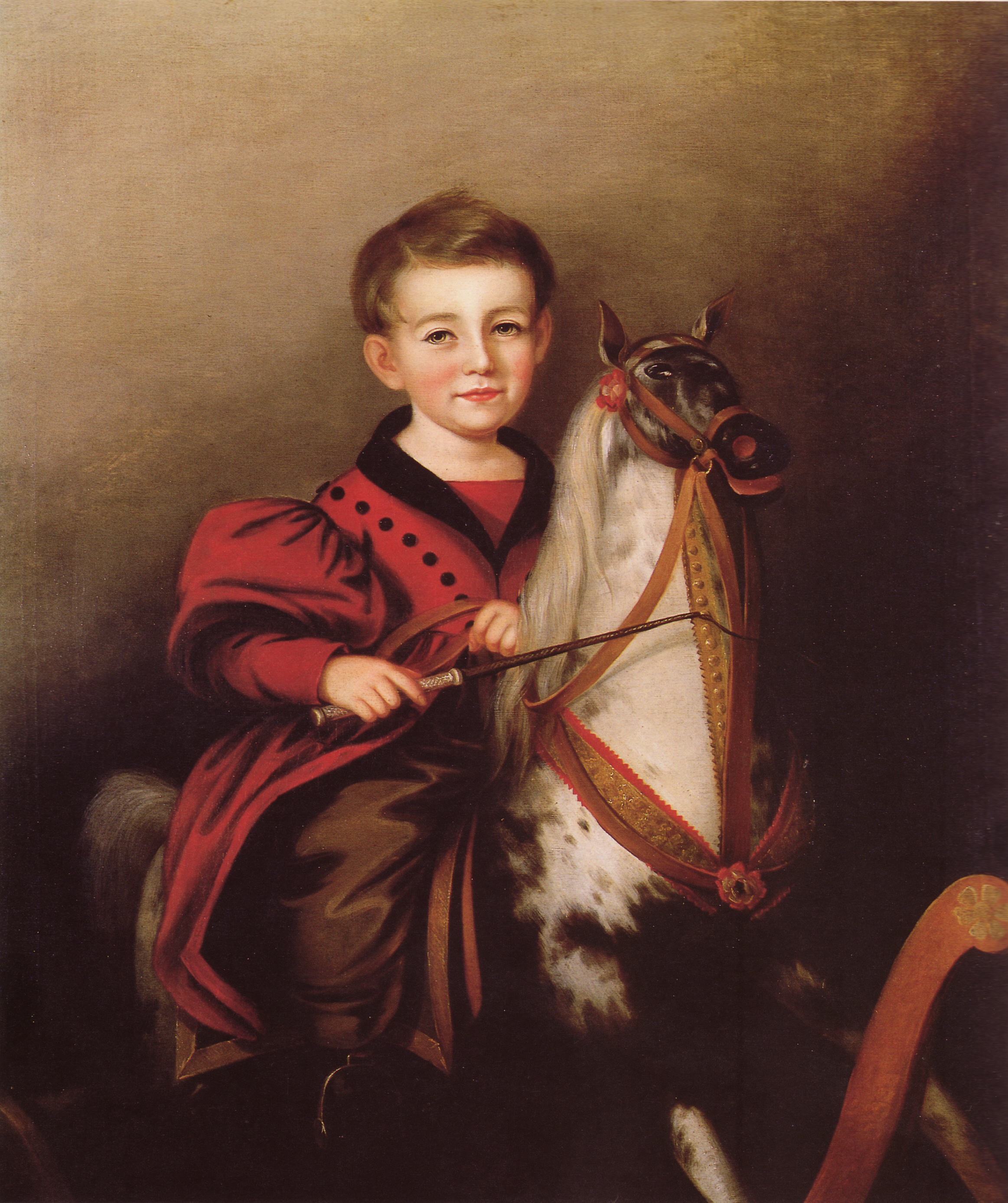
Charles Lavallen Jessop (Boy on a Rocking Horse), 1840.